# Stamnodes pallida
Stamnodes pallida là một loài bướm đêm trong họ Geometridae.